# 竹山 (医療)
株式会社竹山は、北海道札幌市に本社を置き、主として医療機器卸を行う企業である。
2006年、医薬品卸の株式会社ほくやくと共同で持株会社、株式会社ほくやく・竹山ホールディングスを設立。現在はほくやく・竹山ホールディングスの100%子会社となっている。
同業者への販売や卸は行っていない。

## 沿革
- 1935年4月 - 初代社長竹山茂郎が個人経営として発足
- 1946年11月 - 株式会社竹山器械店を設立
- 1948年5月 - 竹山医科器械株式会社と社名を変更
- 1967年11月 - 札幌市北6条東2丁目の札幌総合卸センターに本社を移転
- 1971年2月 - 株式会社竹山と社名変更し、業務拡張を図る
- 1990年5月 - 株式会社北海道医療情報サービスを設立
- 1990年11月 - 株式会社昼間器械店と合併
- 2006年9月 - 株式会社ほくやくと共同持株会社、株式会社ほくやく・竹山ホールディングスを設立
- 2010年5月 - 札幌市中央区北6条西16丁目1番地5に本社を移転
- 2013年4月 - ほくたけメディカルトレーニングセンター「ヴィレッジプラス」を開設
- 2015年
  - 9月 - 札幌市白石区栄通4丁目3-1に新・札幌業務センターを移転し、運用開始した
  - 10月 - この年創業80周年を迎え、11月20日札幌京王プラザホテルで創業80周年記念行事が開催された
- 2016年2月 - 石狩市新港に石狩商品管理センターを開設

## 事業所
北大営業支店、札医大営業支店、中央支店、北支店、新札幌支店、市内営業支店、室蘭支店、苫小牧支店、小樽支店、岩見沢支店、函館支店、釧路支店、北見支店、帯広支店、旭川支店、空知支店、道北支店、東京支店、横浜営業所、札幌業務センター、石狩商品管理センター、テクニカルサポート、ヴィレッジプラス

## 関連会社
- 株式会社ほくやく・竹山ホールディングス
- 株式会社ほくやく
- 株式会社そえる
- 株式会社マルベリー
- 株式会社モルス
- 株式会社北海道医療情報サービス
- 株式会社ノバメディカル

## 営業品目
医療機器全般・医療設備器具全般・科学機器全般・ME機器全般・X線装置全般・理科機器全般・分析機械全般・医療材料全般

## 主な納入先
官公立病院・病院・診療所